# مزرعه ضهر
مزرعه ضهر (به عربی: مزرعة الضهر) یک منطقهٔ مسکونی در لبنان است که در شهرستان شوف واقع شده‌است. مزرعه ضهر ۷۵۰ متر بالاتر از سطح دریا واقع شده‌است.